# Luigi Ricceri
Luigi Ricceri (Mineo, 8 maggio 1901 – Castellammare di Stabia, 15 giugno 1989) è stato un presbitero italiano.

## Biografia
Luigi Ricceri fu il sesto successore di Don Giovanni Bosco, Rettor Maggiore dei Salesiani dal 1965 al 1977. Nacque da Giuseppe Ricceri e Agrippina Bertolone, nel 1901 a Mineo. Divenuto sacerdote nel 1925, insegnò lettere e musica. Dal 1935, ebbe, incarichi direttivi presso i Salesiani. Nel 1942 fu nominato Ispettore a Torino. Nel 1944 fu arrestato dalle S.S. tedesche e passò alcuni giorni in prigione. Successivamente da Torino passò a Novara poi a Milano a reggere l'ispettoria salesiana lombarda-emiliana. Nel 1953 fece parte del consiglio superiore della congregazione come consigliere per la stampa e per i cooperatori salesiani. Nel 1965 venne eletto Rettore Maggiore dei Salesiani.
Sotto il suo rettorato Don Ricceri trasferì a Roma la Direzione Generale della Società Salesiana, scindendola dalla "Casa Madre" di Valdocco ed inserendola maggiormente nel cuore geografico organizzativo e spirituale della Chiesa, riorganizzò l'Università Pontificia Salesiana, diede vigoroso impulso alla famiglia salesiana. Dal 1977 si ritirò. Morì a Castellammare di Stabia nel 1989; inizialmente sepolto presso le catacombe di San Callisto, dal 2017 le sue spoglie mortali riposano nella Cappella delle Reliquie presso il Santuario di Maria Ausiliatrice a Torino.
A Don Ricceri è dedicata la Casa di Riposo di Mineo e una targa commemorativa si trova presso la sua casa natale.